# Horst Kube
Horst Kube (* 19. September 1920 in Berlin; † 18. Oktober 1976 in Ost-Berlin) war ein deutscher Schauspieler, der neben seiner Theatertätigkeit vor allem für die DEFA und das Fernsehen der DDR arbeitete.

## Leben
Kube strebte anfangs eine Karriere als Schiffbauingenieur an und diente im Zweiten Weltkrieg bei der Marine. Nach Kriegsende wandte er sich der Schauspielerei zu. Er wirkte zunächst als Kleindarsteller an Theaterbühnen und Kabaretts mit, nahm nebenbei Schauspielunterricht bei Harry Berber, ehe er über Aufführungen am Märchentheater in Berlin und Engagements in Potsdam und Frankfurt (Oder) 1953 zum Berliner Ensemble kam, dem er mehrere Jahre angehörte.
Seit Mitte der 1950er Jahre gehörte Kube dem Schauspielensemble der DEFA an und spielte anfangs in kleinen Nebenrollen in Filmen mit, ehe ihm Filmregisseur Kurt Maetzig, der mit ihm zuvor Schlösser und Katen gedreht hatte, die Rolle des Volkspolizisten Hannes Wunderlich in Vergeßt mir meine Traudel nicht (1956) anvertraute. Seine Darstellung des Volkspolizisten, der aus Liebe eine kriminelle Handlung begeht, brachte ihm den Durchbruch als Schauspieler. Weitere nennenswerte Filme wie Das Lied der Matrosen, Kein Ärger mit Cleopatra und Der Moorhund folgten.
Neben seiner Spielfilmtätigkeit gastierte Kube auch im Friedrichstadtpalast und wirkte in satirischen Kurzspielfilmen der Stacheltier-Reihe sowie in Fernsehproduktionen des DFF mit.
Horst Kube war verheiratet und hatte zwei Töchter.

## Filmografie
- 1954: Stärker als die Nacht
- 1954: Leuchtfeuer
- 1954: Gefährliche Fracht
- 1955: Wer seine Frau lieb hat …
- 1955: Ernst Thälmann – Führer seiner Klasse
- 1955: Das Stacheltier: Hoch die Tassen (Kurzfilm)
- 1955: Das Fräulein von Scuderi
- 1955: Das Stacheltier: Es geht um die Wurst (Kurzfilm)
- 1956: Drei Mädchen im Endspiel
- 1956: Eine Berliner Romanze
- 1956: Zar und Zimmermann
- 1956: Schlösser und Katen
- 1956: Vergeßt mir meine Traudel nicht
- 1957: Betrogen bis zum jüngsten Tag
- 1957: Zwei Mütter
- 1957: Katzgraben (Theateraufzeichnung)
- 1957: Polonia-Express
- 1957: Spielbank-Affäre
- 1957: Der Fackelträger
- 1957: Spur in die Nacht
- 1958: Sie kannten sich alle
- 1958: Der Lotterieschwede
- 1958: Das Lied der Matrosen
- 1958: Geschwader Fledermaus
- 1958: Sonnensucher
- 1959: Im Sonderauftrag
- 1959: Eine alte Liebe
- 1959: Bevor der Blitz einschlägt
- 1959: Maibowle
- 1959: Ein ungewöhnlicher Tag
- 1959: Der kleine Kuno
- 1960: Zu jeder Stunde
- 1960: Das Leben beginnt
- 1960: Wo der Zug nicht lange hält
- 1960: Kein Ärger mit Cleopatra
- 1960: Der Moorhund
- 1961: Urlaub ohne Dich
- 1961: Mutter Courage und ihre Kinder (Theateraufzeichnung)
- 1961: Das Kleid
- 1962: Die Igelfreundschaft
- 1962: Das verhexte Fischerdorf
- 1962: Rotkäppchen
- 1963: Blaulicht – In 24 Stunden
- 1963: Geheimarchiv an der Elbe
- 1963: Rauhreif (TV)
- 1963: Tote reden nicht (TV-Zweiteiler)
- 1964: Viel Lärm um nichts
- 1964: Der fliegende Holländer
- 1965: Die Abenteuer des Werner Holt
- 1965: Ohne Paß in fremden Betten
- 1965: Köpfchen, Kamerad (Fernsehfilm)
- 1966: Das Tal der sieben Monde
- 1966: Alfons Zitterbacke
- 1966: Die Söhne der großen Bärin
- 1966: Schwarze Panther
- 1967: Hochzeitsnacht im Regen
- 1967: Frau Venus und ihr Teufel
- 1967: Die Heiden von Kummerow und ihre lustigen Streiche
- 1967: Die Fahne von Kriwoj Rog
- 1968: Spur des Falken
- 1968: Wege übers Land (TV-Mehrteiler)
- 1969: Jungfer, Sie gefällt mir
- 1970: Tödlicher Irrtum
- 1970: He, Du!
- 1970: Netzwerk
- 1971: Husaren in Berlin
- 1972: Die gestohlene Schlacht
- 1972: Tecumseh
- 1973: Apachen
- 1973: Polizeiruf 110: In der selben Nacht (TV-Reihe)
- 1973: Der Wüstenkönig von Brandenburg

- 1974: Die Seefee

## Hörspiele
- 1959: Kasper Germann: Ferien mit Ebbo (Scholtis, Traktorist) – Regie: Theodor Popp (Hörspiel – Rundfunk der DDR)
- 1960: Joachim Goll: Ein Arzt unterwegs (Brigadier Zeidler) – Regie: Helmut Hellstorff (Hörspiel – Rundfunk der DDR)
- 1963: Alfred Döblin: Berlin Alexanderplatz – Regie:Hans Knötzsch (Hörspiel – Rundfunk der DDR)
- 1963: Joachim Goll: Eine kleine Hausmusik – Regie: Hans Knötzsch (Hörspiel – Rundfunk der DDR)
- 1973: Wilhelm Hampel: Zwecks Freizeitsgestaltung (Bergsteiger) – Regie: Joachim Gürtner (Hörspielreihe: Neumann, zweimal klingeln – Rundfunk der DDR)